# Prix Irving-Kristol
Le prix Irving Kristol est la plus haute distinction décernée par l'American Enterprise Institute for Public Policy Research.
Le prix est décerné pour « contributions intellectuelles ou pratiques notables à l'amélioration des politiques publiques et du bien-être social » et nommé en l'honneur d'Irving Kristol. Il a remplacé le prix Francis Boyer en 2003. Le prix a été nommé pour Kristol en hommage à son influence sur les questions publiques et en tant que mentor intellectuel de plusieurs générations de conservateurs. Selon Christopher DeMuth, "Au cours de nos soixante années de travail, personne n'a eu une influence plus profonde sur le travail de l'American Enterprise Institute, ou sur le discours politique américain, que Irving Kristol. Combinant profondeur philosophique, praticité intense et bonne humeur constante, [Kristol], comme président Bush a dit : "transformé le débat politique sur tous les sujets qu'il abordait, de l'économie à la religion, de la protection sociale à la politique étrangère" . 

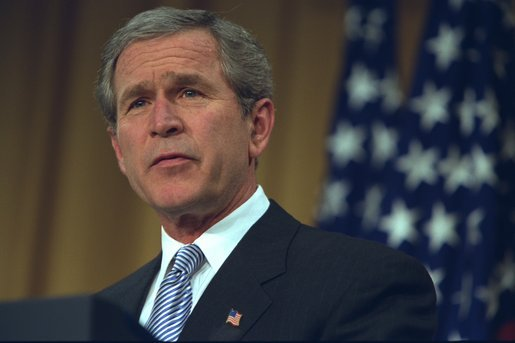
George W. Bush prend la parole lors du dîner annuel de l'AEI en 2003.

Le prix Kristol est décerné lors du dîner annuel de l'AEI, un dîner de gala à Washington, DC, qui rassemble de nombreux dirigeants conservateurs et est un événement majeur sur la scène sociale de Washington,. Le président George W. Bush a pris la parole lors de la première remise du prix Kristol en 2003. Le discours de Bush, quelques jours seulement avant le début de la guerre d'Irak, a exposé sa promesse de lancer une action militaire même si le Conseil de sécurité des Nations unies ne l'a pas autorisée. L'ancien vice-président Dick Cheney  et l'ancien premier ministre espagnol Jose Maria Aznar ont également remis le prix.
Les récipiendaires du prix Kristol font occasionnellement des nouvelles de leurs discours. John Howard, qui avait été battu quelques mois auparavant aux élections australiennes, a critiqué son successeur au poste de Premier ministre, Kevin Rudd, pour ses relations industrielles et la guerre en Irak ,.
Tous les récipiendaires reçoivent un gage d'estime gravé d'une citation pour leurs réalisations.

## Liste des lauréats du prix
| Year | Recipient             | Nationality      | Citation | Lecture title                                                          |
| 2003 | Allan H. Meltzer      | American         | "To Allan H. Meltzer Pioneer of political economy and policy reform Teacher to students, scholars, and statesmen Intellectual leader in the causes of liberty and progress"                                  | "Leadership and Progress"                                              |
| 2004 | Charles Krauthammer   | American         | "To Charles Krauthammer Fearless journalist, wise analyst, and militant democrat Who has shown that America's interests and ideals are indivisible And that the promotion of freedom is hard-headed realism" | "Democratic Realism"                                                   |
| 2005 | Mario Vargas Llosa    | Pérouvian        | "To Mario Vargas Llosa Whose narrative art and political thought Illumine the universal quest for freedom-- Which the virtues love and the follies require."                                                 | "Confessions of a Liberal"                                             |
| 2006 | David Hackett Fischer | American         | "To David Hackett Fischer Student, teacher, and storyteller Whose histories revivify the American past And teach us that her future is a story we are telling"                                               |                                                                        |
| 2007 | Bernard Lewis         | British American | "To Bernard Lewis Who has stood at the Bosporus for seventy years Historian and interpreter across the great divide Sage of our pasts, presage of our future."                                               | "Europe and Islam"                                                     |
| 2008 | John Howard           | Australien       | "To John Winston Howard Stalwart all-rounder of politics and policy Who made good government a popular cause And advanced Australia fair and free"                                                           | "Keeping Faith with Our Common Values"                                 |
| 2009 | Charles Murray        | American         | "To Charles Murray Exemplary social scientist Whose measurements are means to moral understanding Engaged Aristotelian Who teaches of human heritage and pursuit"                                            | "The Happiness of the People"                                          |
| 2010 | David Petraeus        | American         | | "The Surge of Ideas: COINdinistas and Change in the U.S. Army in 2006" |
| 2011 | Martin Feldstein      | American         | | "America's Challenge"                                                  |
| 2012 | Leon Kass             | American         | | "The other war on poverty: Finding meaning in America"                 |
| 2013 | Paul Ryan             | American         | | "Conservatism and Community"                                           |
| 2014 | Eugene Fama           | American         | | Eugene F. Fama presentation                                            |
| 2015 | Benjamin Netanyahu    | Israeli          | | A conversation with Benjamin Netanyahu                                 |
| 2016 | Robert P. George      | American         | | A conversation with Irving Kristol honoree Robby George                |
| 2017 | Jonathan Sacks        | British          | | 2017 Annual Dinner speech                                              |
| 2018 | Boris Johnson         | British          | | 2018 Annual Dinner speech                                              |
| 2019 | Nikki Haley           | American         | | 2019 Annual Dinner speech                                              |